# Herpes đơn dạng
Herpes simplex (tiếng Hy Lạp cổ: ἕρπης - herpes có nghĩa là bò hoặc trườn, simplex - tiếng Latin có nghĩa là "đơn giản") là một bệnh do virus gây ra, bởi cả hai loại virus herpes simplex loại 1 (HSV-1) và loại 2 (HSV-2). Nhiễm virus herpes được phân loại dựa trên bề mặt bị nhiễm bệnh ví dụ như Herpes miệng có các triệu chứng nhìn thấy được như: lở loét, lạnh hoặc sốt, herpes miệng là hình thức phổ biến nhất của bệnh. Herpes sinh dục, còn được gọi là mụn rộp sinh dục, mụn giộp sinh dục hay đơn giản là herpes, là hình thức phổ biến thứ hai. Tất cả các triệu chứng bệnh khác như viêm sưng mủ herpes, herpes ở mắt (viêm giác mạc), herpes não (viêm não), viêm màng não Malloret, herpes ở trẻ sơ sinh, hay bệnh liệt Bell đều do siêu vi trùng herpes simplex gây ra.

## Phân loại
Herpes simplex được chia thành hai loại: HSV type 1 và HSV type 2. HSV1 chủ yếu gây ra các bệnh ở miệng, họng, mặt, mắt, và nhiễm trùng hệ thống thần kinh trung ương, trong khi HSV2 gây ra nhiễm trùng ở bộ phận sinh dục.

## Dấu hiệu và triệu chứng
Nhiễm trùng thường gặp ở các khu vực da hoặc niêm mạc của mặt, miệng, cơ quan sinh dục, hoặc bàn tay (chứng sưng có mủ), nghiêm trọng hơn khi virus lây nhiễm và gây tổn thương mắt (herpes viêm giác mạc), hoặc xâm nhập hệ thống thần kinh trung ương, gây tổn hại não (herpes viêm não). Bệnh nhân chưa trưởng thành hoặc bị ức chế hệ thống miễn dịch, như trẻ sơ sinh, người nhận ghép, hoặc bệnh nhân AIDS dễ bị biến chứng nặng do nhiễm HSV.
Khi nhiễm herpes simplex, virus này sẽ thường trú vĩnh viễn trong cơ thể người bệnh, đầu tiên virus xâm nhập vào dây thần kinh tại khu vực bị lây nhiễm, sau đó di chuyển đến các cơ quan trong tế bào thần kinh, và trở thành tiềm ẩn trong các hạch( HSV-1 cư trú ở hạch thần kinh sinh ba, HSV-2 cư trú ở hạch lưng-cùng).
| Trạng thái                                     | Miêu tả | Hình ảnh |
| ---------------------------------------------- | --- | -------- |
| Herpes gây viêm miệng và sưng nướu răng        | Viêm miệng và sưng nướu răng herpes simplex thường là biểu hiện ban đầu sau khi nhiễm virus. Khoảng 90% dân số Mỹ bị bệnh này                                                                                                  |          |
| Herpes simplex gây rộp/giộp môi                | Viêm nhiễm xảy ra khi virus tiếp xúc với niêm mạc hoặc vùng da bị tổn thương ở miệng. |          |
| Herpes sinh dục                                | Triệu chứng biểu hiện điển hình khi bộ phận sinh dục bị nhiễm HSV-1 hoặc HSV-2 bộ phận sinh dục nhiễm là nổi viêm dạng sẩn và mụn nước trên bề mặt ngoài của bộ phận sinh dục giống như vết loét lạnh.                         |          |
| Herpes simplex gây sưng mủ móng tay, móng chân | Chứng sưng có mủ herpes là một bệnh đau đớn thường ảnh hưởng đến các ngón tay. Đôi khi bệnh xảy ra trên các ngón chân hoặc trên lớp biểu bì móng tay.                                                                          |          |
| Herpes gladiatorum                             | Đây là chứng nhiễm herpes khá phổ biến lây từ da sang da, biểu hiện loét da trên mặt, tai, và cổ. Các triệu chứng bao gồm sốt, nhức đầu, đau họng và sưng hạch. Nó đôi khi ảnh hưởng đến mắt hoặc mí mắt.                      |          |
| Viêm kết mạc, giác mạc do virus Herpes         | Nhiễm trùng gây sưng kết mạc và mí mắt, đi kèm với các tổn thương nhỏ màu trắng ngứa trên bề mặt giác mạc. |          |
| Viêm não do virus herpes simplex               | HSV1 xâm nhập cơ thể con người qua đường niêm mạc mũi - hô hấp. Virus sẽ trực tiếp đến não, gây viêm não, ảnh hưởng đến toàn bộ não nhưng có khuynh hướng gây tổn thương nhiều ở vùng thùy trán, đặc biệt là thùy thái dương.. |          |
| Viêm màng não do virus herpes simplex          | HSV-2 à nguyên nhân thường gặp nhất gây viêm màng não Mollaret. |          |
| Trẻ sơ sinh nhiễm virus herpes simplex         | Trẻ sơ sinh nhiễm HSV là một tình trạng hiếm gặp nhưng nghiêm trọng, thường gây ra bởi sự lây truyền của HSV 1 hoặc 2 từ mẹ.                                                                                                   |          |
| Trong thời gian bị suy giảm miễn dịch          | Trong những bệnh nhân có hệ miễn dịch suy yếu, virus herpes simplex có thể gây ra các tổn thương bất thường ở da. Một trong những biểu hiện nổi bật nhất là xuất hiện lở loét ở da.                                            |          |
| Viêm nang lông                                 | Virus tấn công gây nhiễm trùng nang lông, tóc, râu.:369 |          |
| Bệnh Eczame do virus herpes simplex            | Bệnh nhân viêm da dị ứng mãn tính khi nhiễm virus herpes có thể dẫn đến lây lan virus khắp các vùng viêm da:373 |          |
| Viêm thực quản do virus herpes simplex         | Các triệu chứng bao gồm nuốt đau và khó nuốt, bệnh thường xảy ra khi chức năng miễn dịch bị suy yếu (như bệnh nhân nhiễm HIV, đang trong giai đoạn AIDS hoặc sau khi cấy ghép nội tạng).                                       |          |

### Bệnh liệt Bell
Mặc dù phát hiện những dẫn chứng về việc phát hiện virus herpes simplex trong người bệnh nhân bị chứng liệt Bell, một loại liệt mặt, tuy nhiên các thuốc kháng virus không cải thiện được bệnh, cho nên nguyên nhân chính xác của bệnh liệt Bell, không biết có thể liên quan đến sự kích hoạt của virus herpes simplex loại 1 hay không.

### Bệnh Alzheimer
HSV-1 đã được đề xuất như là một nguyên nhân có thể gây ra bệnh Alzheimer . HSV-1 có thể tương tác với các thành phần và các thụ thể của lipoprotein, gây tổn hại cho hệ thần kinh và làm tăng nguy cơ phát triển bệnh Alzheimer.

## Sinh lý bệnh
Một người có tiền sử nhiễm virus herpes simplex (huyết thanh dương tính) có thể lây truyền virus này cho một người khác thông qua sự tiếp xúc trực tiếp với vết thương hoặc các chất dịch cơ thể của người bệnh, ngay cả những vết trầy nhỏ trên màng nhầy cũng đủ để virus truyền vào người khác. Virus herpes simplex loại 2 có thể truyền từ da qua da khi tiếp xúc trực tiếp.

## Phòng chống

### Phương pháp hàng rào bảo vệ

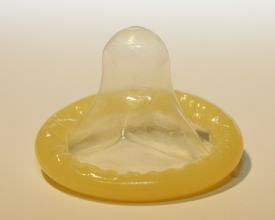
Hàng rào bảo vệ, chẳng hạn như bao cao su, có thể làm giảm nguy cơ lây truyền virus herpes.

Bao cao su bảo vệ tương đối chống lại HSV-2 ở cả nam giới và phụ nữ, người sử dụng bao cao su đúng cách giảm 30% nguy cơ lây nhiễm HSV-2 so với những người không bao giờ sử dụng bao cao su. Các virus không thể đi xuyên qua bao cao su, tuy nhiên một số vùng tiếp xúc khác của cơ thể như da, bìu, hậu môn, mông, đùi hay phần gốc dương vật không được bảo vệ và dễ nhiễm hay lây truyền virus.
Việc sử dụng thuốc kháng virus, chẳng hạn như valaciclovir, kết hợp với bao cao su, làm giảm cơ hội lây truyền. Đề tài thuốc diệt khuẩn có chứa hóa chất bất hoạt và ngăn chặn xâm nhập của virus đang được nghiên cứu.

### Vắc-xin
Vắc xin HSV đang được thử nghiệm, sau khi phát triển, có thể được sử dụng để giúp đỡ trong công tác phòng chống hoặc giảm thiểu lây nhiễm cũng như điều trị các bệnh gây ra bởi virus herpes simplex.

### Thuốc kháng siêu vi
Thuốc kháng siêu vi có thể làm giảm tần suất xuất hiện các triệu chứng viêm nhiễm ở đường sinh dục gây ra bởi HSV-2.

### Thời kỳ mang thai
Để ngăn ngừa nhiễm trùng sơ sinh, phụ nữ có huyết thanh âm tính được khuyến cáo tránh các quan hệ tình dục hoặc tình dục bằng miệng với bạn tình có nhiễm HSV-1 (huyết thanh dương tính) hay quan hệ tình dục với bạn tình có dấu hiệu nhiễm trùng đường sinh dục trong 3 tháng cuối của chu kỳ mang thai. Một phụ nữ có huyết thanh dương tính với HSV-1 và HSV-2 có nguy cơ 1-3% truyền bệnh cho đứa con sơ sinh của mình.

## Điều trị

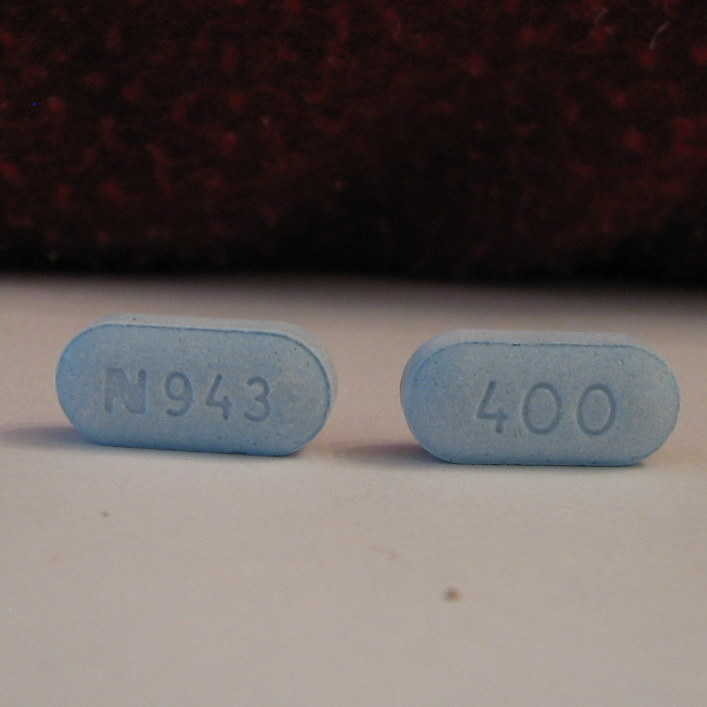
Các thuốc kháng virus acyclovir

Không có phương pháp nào có thể tiêu diệt được virus herpes từ cơ thể, nhưng những thuốc kháng siêu vi có thể làm giảm tần suất, thời gian, và mức độ nghiêm trọng của bệnh. Các thuốc như ibuprofen và acetaminophen có thể làm giảm đau và sốt, các thuốc gây tê tại chỗ như prilocain, Benzocain, lidocain hoặc tetracain cũng có thể làm giảm ngứa và đau.
Có một số thuốc kháng siêu vi có hiệu quả để điều trị herpes bao gồm: aciclovir, valaciclovir, famciclovir, và penciclovir. Có thể hỗ trợ sử dụng aciclovir và valaciclovir trong điều trị mụn rộp môi hay nhiễm trùng herpes ở những người bị ung thư.

## Dịch tễ học
Trên toàn thế giới tỷ lệ nhiễm HSV là khoảng từ 65% đến 90% trong đó HSV1 phổ biến hơn HSV2

## Lịch sử
Herpes đã được biết đến ít nhất từ 2.000 năm trước. Hoàng đế Tiberius đã ban bố lệnh cấm hôn nhau tại Roma trong một thời gian do quá nhiều người bị vết loét lạnh. Trong thế kỷ 16, bệnh được đề cập trong vở Romeo và Juliet với những phụ nữ có mụn nước ở môi. Trong thế kỷ 18, bệnh quá phổ biến trong các gái mại dâm nên nó đã được gọi là "căn bệnh nghề nghiệp của phụ nữ".

## Xã hội và văn hóa
Một số người có những cảm xúc tiêu cực khi phát hiện mình có một vài dấu hiệu của bệnh, đặc biệt nếu dấu hiệu đó xảy ra ở bộ phận sinh dục, gây nên chứng trầm cảm, lo sợ bị ruồng bỏ, cảm giác bị cô lập, sợ bị phát hiện mình mắc bệnh, tự hủy hoại, và sợ hãi thủ dâm, những cảm giác này thường sẽ giảm theo thời gian. Một chiến dịch tuyên truyền bắt đầu vào cuối những năm 1970 và đạt đỉnh đầu những năm 1980 đã gây ra sự kỳ thị và cuồng loạn (hysteria) trong xã hội. Có nhiều bài viết được xuất bản bởi Reader's Digest, US News, và tạp chí Time đã dùng những thuật ngữ để diễn đạt gây sợ hãi và lo lắng cho quần chúng, chẳng hạn như "tấn công", "dịch", "nạn nhân", và "người bị nhiễm".
Theo các khoa học thì thực tế là hầu hết những bệnh nhân đều không có triệu chứng, và số bệnh nhân có những vấn đề sức khỏe do virus gây ra thực sự không chiếm số đông, đa số (khoảng 90%) dân số của trái đất mang HSV-1, 2, hoặc cả hai.. Một nhóm hỗ trợ các bệnh nhân nhiễm virus herpes đã được hình thành tại Hoa Kỳ và Anh để cung cấp thông tin về herpes, đăng tin trên những diễn đàn và lập các website hẹn hò cho các người nhiễm HSV.